# Kang Sung-hoon
Kang Sung-hoon is een golfprofessional uit Zuid-Korea. In 2011 speelde hij op de Amerikaanse PGA Tour.
Kang studeerde aan de Yonsei University in Seoul. Als amateur speelde Kang in 2006 in de Eisenhower Trophy.

## Professional
Kang werd in 2007 professional en speelde eerst een paar jaar op de Koreaanse Tour. In 2009 kwam hij in de play-off van het Ballantine's Kampioenschap, dat gewonnen werd door Thongchai Jaidee. In 2010 behaalde zij zijn eerste overwinning. Eind 2009 ging hij naar de Amerikaanse Tourschool en haalde een tourkaart voor 2011.
Hij zat niet in een hoge categorie, hij kreeg dus niet veel startkansen en vulde zijn jaar aan met toernooien op de Nationwide Tour. Hij kwalificeerde zich voor het US Open en eindigde op de 39ste plaats. Aan het einde van het seizoen stond hij nummer 120 op de rangorde zodat hij zin  kaart weer verloor.

### Gewonnen
Korean Tour wins
- 2010: Eugene Open
- 2013: CJ Invitational hosted by KJ Choi, Kolon Korea Open

Aziatische Tour
- 2013: CJ Invitational hosted by KJ Choi

OneAsia Tour
- 2013: Kolon Korea Open